# Macroglossum passalus
Macroglossum passalus là một loài bướm đêm thuộc họ Sphingidae, chi Macroglossum.